# Liste der Monuments historiques in Caseneuve
Die Liste der Monuments historiques in Caseneuve führt die Monuments historiques in der französischen Gemeinde Caseneuve auf.

## Liste der Bauwerke
| Bezeichnung       | Beschreibung                   | Standort                   | Kennzeichnung | Schutzstatus | Datum | Bild           |
| ----------------- | ------------------------------ | -------------------------- | ------------- | ------------ | ----- | -------------- |
| Oratorium St-Jean | größtes Oratorium der Provence | Domaine des Ramodes (Lage) |               |              |       | weitere Bilder |

## Liste der Objekte
| Bezeichnung                                              | Beschreibung    | Standort | Kennzeichnung | Schutzstatus | Datum | Bild |
| -------------------------------------------------------- | --------------- | -------- | ------------- | ------------ | ----- | ---- |
| Zwei Gemälde mit Szenen aus dem Leben der Jungfrau Maria | 18. Jahrhundert | Kirche   | PM84000380    | Classé       | 1961  |      |